# Кебемер
Кебемер (фр. Kébémer — місто на північному заході Сенегалу.

## Історія
Історія заснування міста неоднозначна, але за більшістю свідчень було засноване в 1774 році трьома братами народності сонінке, які прибули з околиць Каєсу.

## Адміністративне положення
Місто є столицею департаменту Кебемер в складі області Луга.

## Географія
Найближчими населеними пунктами є Gad Kebe, Gala Mbingue, Tiene Tilene, Gal Beut і Ndiabi Fal.

## Населення
За переписами 1988 і 2002 років відповідно місто населяло 8120 і 14 438 жителів.

## Економіка

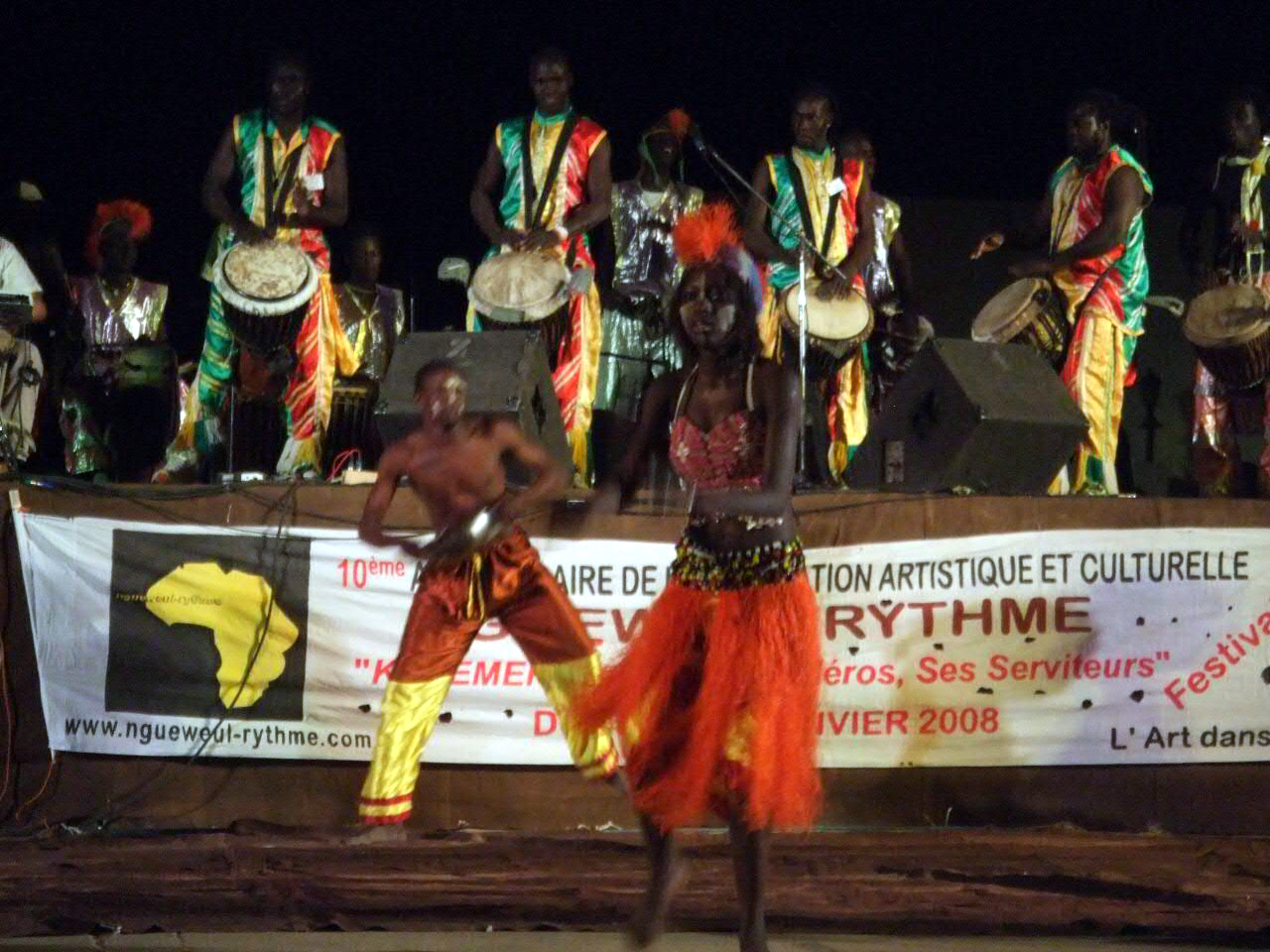
Фестиваль в Кебемері

Економіка і комерція міста добре розвинені, дякую наявності центарльного ринку та станції Кебемер, але економіка все ж страждає через дорожній руху.
Народні промисли та ведення підприємницької діяльності відіграють значну роль в місцевій економіці, зокрема цінуються професії платників, шевців, ювелірів, перукарів та скульпторів.
Туризм в наш час в місті не розвинений.

## Відомі люди
- Абдулай Вад - президент Сенегалу, народився в Кебемере в 1926 роцы